# Auto GP 2014
La stagione 2014 dell'Auto GP World Series è la quinta del campionato di Auto GP, sorto sulle ceneri del campionato Euroseries 3000. Il campionato inizia il 12 aprile con un weekend di gare sul Circuito di Marrakech, e termina, dopo altri 7 doppi appuntamenti, sull'Autodromo dell'Estoril, il 19 ottobre.
La serie è stata vinta dal pilota giapponese Kimiya Satō. Nella gara 2 di Imola si impone Michela Cerruti, la prima donna a vincere una gara in questa categoria, e la prima donna a vincere una gara internazionale con vetture a ruote scoperte dalla vittoria di Danica Patrick nella gara di Motegi della Indycar nel 2008.

## La pre-stagione

### Calendario
Una prima versione del calendario è stata resa nota il 26 gennaio 2014, in cui erano fissate 8 date, ma solo per 6 appuntamenti era stabilita la sede della gara. Venne prospettata la possibilità che il campionato potesse svolgere una gara in Asia. La versione definitiva del calendario è stata pubblicata l'8 marzo 2014.
| Gara | Gara | Circuito                                 | Giri | Lunghezza                  | Data       | Ora   | Supporto                |
| ---- | ---- | ---------------------------------------- | ---- | -------------------------- | ---------- | ----- | ----------------------- |
| 1    | G1   | Circuito Moulay El Hassan, Marrakech     | 22   | 22 x 4,545 km = 99,990 km  | 12 aprile  | 12:10 | WTCC 2014               |
| 1    | G2   | Circuito Moulay El Hassan, Marrakech     | 19   | 19 x 4,545 km = 86,355 km  | 13 aprile  | 14:10 | WTCC 2014               |
| 2    | G1   | Circuito Paul Ricard, Le Castellet       | 25   | 25 x 3,841 km = 96,025 km  | 19 aprile  | 14:10 | WTCC 2014               |
| 2    | G2   | Circuito Paul Ricard, Le Castellet       | 22   | 22 x 3,841 km = 84,502 km  | 20 aprile  | 15:15 | WTCC 2014               |
| 3    | G1   | Hungaroring, Mogyoród                    | 23   | 23 x 4,381 km = 100,763 km | 3 maggio   | 11:10 | WTCC 2014               |
| 3    | G2   | Hungaroring, Mogyoród                    | 18   | 18 x 4,381 km = 78,858 km  | 4 maggio   | 12:20 | WTCC 2014               |
| 4    | G1   | Autodromo Nazionale Monza                | 17   | 17 x 5,793 km = 98,481 km  | 31 maggio  | 15:35 | Campionato Italiano GT  |
| 4    | G2   | Autodromo Nazionale Monza                | 15   | 15 x 5,793 km = 86,895 km  | 1º giugno  | 11:20 | Campionato Italiano GT  |
| 5    | G1   | Autodromo Enzo e Dino Ferrari, Imola     | 20   | 20 x 4,909 km = 98,180 km  | 28 giugno  | 15:15 |                         |
| 5    | G2   | Autodromo Enzo e Dino Ferrari, Imola     | 17   | 17 x 4,909 km = 83,453 km  | 29 giugno  | 11:40 |                         |
| 6    | G1   | Red Bull Ring, Spielberg bei Knittelfeld | 23   | 23 x 4,328 km = 99,544 km  | 20 luglio  | 08:30 | 4 Ore del Red Bull Ring |
| 6    | G2   | Red Bull Ring, Spielberg bei Knittelfeld | 20   | 20 x 4,328 km=86,560 km    | 20 luglio  | 11:20 | 4 Ore del Red Bull Ring |
| 7    | G1   | Nürburgring                              | 27   | 27 x 3,629 km = 97,983 km  | 16 agosto  | 16:45 | DTM 2014                |
| 7    | G2   | Nürburgring                              | 23   | 23 x 3,629 km = 83,467 km  | 17 agosto  | 16:25 | DTM 2014                |
| 8    | G1   | Circuito di Estoril                      | 24   | 24 x 4,182 km =100,368 km  | 19 ottobre | 11:50 | 4 Ore dell'Estoril      |
| 8    | G2   | Circuito di Estoril                      | 20   | 20 x 4,182 km = 83,640 km  | 19 ottobre | 18:15 | 4 Ore dell'Estoril      |

## Circuiti e gare
La stagione prevede 8 doppi appuntamenti, come nell'anno precedente. Il campionato non inizia col tradizionale weekend sul Circuito di Monza ma sul tracciato di Marrakech. Oltre a Monza il campionato visita, quale circuito italiano, non più il Mugello ma il tracciato di Imola, che mancava dal calendario dal 2010. Escono dalla lista dei tracciati utilizzati il Circuito di Silverstone, quello di Donington Park e quello di Brno. Al loro posto il campionato introduce gare sul Circuito Paul Ricard di Le Castellet, sul Red Bull Ring e sul Circuito di Estoril, tutte piste mai utilizzate dall'Auto GP.

## Modifiche al regolamento

### Regolamento sportivo
Viene modificato il regolamento delle qualifiche. In luogo di un'unica sessione da 30 minuti, ora il regolamento prevede una suddivisione in due fasi: una prima fase, da venti minuti, e una seconda fase, da dieci minuti, a cui accederanno solo i 10 migliori piloti della prima fase. Il risultato di questa seconda fase determinerà la griglia delle prime cinque file.

## Piloti e scuderie
| Team                     | N. | Pilota                | Weekend di gare |
| ------------------------ | -- | --------------------- | --------------- |
| Super Nova International | 1  | Markus Pommer         | Tutti           |
| Super Nova International | 2  | Ricardo Texeira       | 2               |
| Super Nova International | 2  | Vittorio Ghirelli     | 3               |
| Super Nova International | 2  | Francesco Dracone     | 4-5, 7-8        |
| Super Nova International | 88 | Michela Cerruti       | 1-7             |
| Super Nova International | 88 | Vittorio Ghirelli     | 8               |
| Virtuosi UK              | 4  | Andrea Roda           | Tutti           |
| Virtuosi UK              | 6  | Richard Gonda         | 1-2             |
| Virtuosi UK              | 11 | Sam Dejonghe          | 1-3             |
| Virtuosi UK              | 11 | Pål Varhaug           | 5               |
| Virtuosi UK              | 11 | Tamás Pál Kiss        | 6–8             |
| Ibiza Racing             | 7  | Giuseppe Cipriani     | 1-7             |
| Ibiza Racing             | 20 | Francesco Dracone     | 1               |
| Ibiza Racing             | 20 | Niccolò Schirò        | 2               |
| Zele Racing              | 8  | Sergio Campana        | 1               |
| Zele Racing              | 8  | Yoshitaka Kuroda      | 2–3             |
| Zele Racing              | 8  | Christof von Grünigen | 4-6             |
| Zele Racing              | 8  | Antônio Pizzonia      | 8               |
| Zele Racing              | 9  | Tamás Pál Kiss        | 1-5             |
| Zele Racing              | 9  | Luís Sá Silva         | 8               |
| Zele Racing              | 10 | Samin Gómez           | 4-5             |
| Euronova Racing          | 15 | Shinya Michimi        | 4, 8            |
| Euronova Racing          | 15 | Yoshitaka Kuroda      | 1, 7            |
| Euronova Racing          | 16 | Yoshitaka Kuroda      | 4-              |
| Euronova Racing          | 16 | Kimiya Satō           | 1–3, 5-7        |
| Euronova Racing          | 77 | Salvatore de Plano    | 5               |
| Euronova Racing          | 77 | Shinya Michimi        | 6               |
| Eurotech Engineering     | 28 | Kevin Giovesi         | 1-              |
| Eurotech Engineering     | 69 | Loris Spinelli        | 1-5             |
| Eurotech Engineering     | 99 | Vittorio Ghirelli     | 5               |
| Eurotech Engineering     | 99 | Salvatore de Plano    | 6–8             |
| MLR71 by Euronova        | 71 | Michele La Rosa       | Tutti           |

## Risultati e classifiche

### Risultati
| Gara | Gara | Circuito     | Tempo     | Velocità     | Pole Position  | GPV              | Vincitore       | Team            |
| ---- | ---- | ------------ | --------- | ------------ | -------------- | ---------------- | --------------- | --------------- |
| 1    | G1   | Marrakech    | 36'52"619 | 162,68 km/h  | Kevin Giovesi  | Markus Pommer    | Kimiya Satō     | Euronova        |
| 1    | G2   | Marrakech    | 29'08"490 | 177,79 km/h  |                | Markus Pommer    | Markus Pommer   | Super Nova Int. |
| 2    | G1   | Le Castellet | 33'30"924 | 171,90 km/h  | Kevin Giovesi  | Kimiya Satō      | Tamás Pál Kiss  | Zele Racing     |
| 2    | G2   | Le Castellet | 35'55"369 | 141,13 km/h  |                | Markus Pommer    | Kevin Giovesi   | Eutotech        |
| 3    | G1   | Hungaroring  | 37'20"978 | 161,86 km/h  | Markus Pommer  | Tamás Pál Kiss   | Kimiya Satō     | Euronova        |
| 3    | G2   | Hungaroring  | 29'41"627 | 159,34 km/h  |                | Kimiya Satō      | Kimiya Satō     | Euronova        |
| 4    | G1   | Monza        | 28'20"934 | 208,433 km/h | Markus Pommer  | Shinya Michimi   | Markus Pommer   | Super Nova Int. |
| 4    | G2   | Monza        | 25'04"813 | 207,880 km/h |                | Markus Pommer    | Kevon Giovesi   | Eutotech        |
| 5    | G1   | Imola        | 32'01"697 | 183,925 km/h | Markus Pommer  | Kimiya Satō      | Kimiya Satō     | Euronova        |
| 5    | G2   | Imola        | 27'17"493 | 183,470 km/h |                | Kimiya Satō      | Michela Cerruti | Super Nova Int. |
| 6    | G1   | Spielberg    | 32'06"607 | 185,9 km/h   | Kimiya Satō    | Kimiya Satō      | Kimiya Satō     | Euronova        |
| 6    | G2   | Spielberg    | 28'04"417 | 184,9 km/h   |                | Shinya Michimi   | Andrea Roda     | Virtuosi UK     |
| 7    | G1   | Nürburgring  | 37'06"445 | 158,431 km/h | Markus Pommer  | Kimiya Satō      | Kimiya Satō     | Euronova        |
| 7    | G2   | Nürburgring  | 31'22"578 | 159,612 km/h |                | Kimiya Satō      | Tamás Pál Kiss  | Virtuosi UK     |
| 8    | G1   | Estoril      | 51'00"058 | 118,1 km/h   | Tamás Pál Kiss | Antônio Pizzonia | Tamás Pál Kiss  | Virtuosi UK     |
| 8    | G2   | Estoril      | 31'02"608 | 161,7 km/h   |                | Shinya Michimi   | Shinya Michimi  | Euronova Racing |

### Classifica piloti
I punti sono assegnati secondo lo schema seguente:
| Sistema di punteggio | Sistema di punteggio | Sistema di punteggio | Sistema di punteggio | Sistema di punteggio | Sistema di punteggio | Sistema di punteggio | Sistema di punteggio | Sistema di punteggio | Sistema di punteggio | Sistema di punteggio | Sistema di punteggio | Sistema di punteggio |
| Posizione            | 1º                   | 2º                   | 3º                   | 4º                   | 5º                   | 6º                   | 7º                   | 8º                   | 9º                   | 10º                  | Pole                 | GPV                  |
| -------------------- | -------------------- | -------------------- | -------------------- | -------------------- | -------------------- | -------------------- | -------------------- | -------------------- | -------------------- | -------------------- | -------------------- | -------------------- |
| Gara 1               | 25                   | 18                   | 15                   | 12                   | 10                   | 8                    | 6                    | 4                    | 2                    | 1                    | 2                    | 1                    |
| Gara 2               | 20                   | 15                   | 12                   | 10                   | 8                    | 6                    | 4                    | 3                    | 2                    | 1                    |                      | 1                    |

| Pos | Pilota                | MAR | MAR | LEC | LEC | HUN | HUN | MNZ | MNZ | IMO | IMO | RBR | RBR | NÜR | NÜR | EST | EST | Punti |
| --- | --------------------- | --- | --- | --- | --- | --- | --- | --- | --- | --- | --- | --- | --- | --- | --- | --- | --- | ----- |
| 1   | Kimiya Satō           | 1   | 2   | 3   | 3   | 1   | 1   |     |     | 1   | 4   | 1   | 8†  | 1   | 3   |     |     | 221   |
| 2   | Tamás Pál Kiss        | Rit | 3   | 1   | 2   | 2   | 7   | 2   | 5   | 9   | 9   | 2   | 2   | 4   | 1   | 1   | 4   | 207   |
| 3   | Markus Pommer         | 8   | 1   | 2   | 4   | 9   | 6   | 1   | 3   | Rit | 5   | 5   | Rit | 3   | 2   | 3   | 5   | 180   |
| 4   | Andrea Roda           | 7†  | 4   | 5   | 7   | 3   | 5   | 4   | 2   | 3   | 8   | 3   | 1   | 5   | 4   | 5   | 8   | 166   |
| 5   | Kevin Giovesi         | Rit | Rit | 4   | 1   | 4   | 4   | 8   | 1   | 2   | 2   | 4   | 7†  | 2   | 6   | WD  | WD  | 155   |
| 6   | Michela Cerruti       | 4   | 5   | 7   | 5   | 10  | 10  | 3   | 7   | 5   | 1   | Rit | 3   | 6   | 5   |     |     | 113   |
| 7   | Michele La Rosa       | 2   | 6   | 9   | 9   | 7   | 9   | 5   | Rit | 12† | 11  | 8   | 5   | 9   | 8   | 8   | 6   | 73    |
| 8   | Shinya Michimi        |     |     |     |     |     |     | 11† | 6   |     |     | 6   | 4   |     |     | 6   | 1   | 55    |
| 9   | Vittorio Ghirelli     |     |     |     |     | 8   | 2   |     |     | 10  | 6   |     |     |     |     | 2   | Rit | 44    |
| 10  | Sam Dejonghe          | 5   | 8†  | Rit | 6   | 5   | 3   |     |     |     |     |     |     |     |     |     |     | 41    |
| 11  | Giuseppe Cipriani     | 3   | 7   | 10  | 10  | 12† | Rit | 7   | 8   | 8   | Ri7 | 9   | Rit | Rit | 9   |     |     | 38    |
| 12  | Yoshitaka Kuroda      | WD  | WD  | 8   | 8   | 6   | 11  | 10  | 4   |     |     |     |     | 7   | 7   |     |     | 36    |
| 13  | Francesco Dracone     | 9†  | 9†  |     |     |     |     | 6   | 10  | 6   | 10  |     |     | 8   | 10  | Rit | 7   | 31    |
| 14  | Antônio Pizzonia      |     |     |     |     |     |     |     |     |     |     |     |     |     |     | 4   | 3   | 25    |
| 15  | Pål Varhaug           |     |     |     |     |     |     |     |     | 4   | 3   |     |     |     |     |     |     | 24    |
| 16  | Luís Sá Silva         |     |     |     |     |     |     |     |     |     |     |     |     |     |     | 7   | 2   | 21    |
| 17  | Loris Spinelli        | 6   | Rit | 6   | Rit | 11  | 8   | Rit | 11  | WD  | WD  |     |     |     |     |     |     | 19    |
| 18  | Christof von Grünigen |     |     |     |     |     |     | Rit | 9   | 7   | 7   | 7   | Rit |     |     |     |     | 18    |
| 19  | Salvatore de Plano    |     |     |     |     |     |     |     |     | 11  | 12  | 10  | 6   | Rit | 11  | 9   | 9   | 11    |
| 20  | Samin Gómez           |     |     |     |     |     |     | 9   | Rit | WD  | WD  |     |     |     |     |     |     | 2     |
| 21  | Sergio Campana        | 10† | Rit |     |     |     |     |     |     |     |     |     |     |     |     |     |     | 1     |
| 22  | Richard Gonda         | 11† | Rit | WD  | WD  |     |     |     |     |     |     |     |     |     |     |     |     | 0     |
|     | Niccolò Schirò        |     |     | Rit | Rit |     |     |     |     |     |     |     |     |     |     |     |     | 0     |
|     | Ricardo Teixeira      |     |     | WD  | WD  |     |     |     |     |     |     |     |     |     |     |     |     | 0     |
| Pos | Pilota                | MAR | MAR | LEC | LEC | HUN | HUN | MNZ | MNZ | IMO | IMO | RBR | RBR | NÜR | NÜR | EST | EST | Punti |

| Colore  | Risultato             |
| ------- | --------------------- |
| Oro     | Vincitore             |
| Argento | 2º posto              |
| Bronzo  | 3º posto              |
| Verde   | Finito a punti        |
| Blu     | Finito senza punti    |
| Viola   | Ritirato (Rit)        |
| Viola   | Non classificato (NC) |
| Rosso   | Non qualificato (NQ)  |
| Nero    | Squalificato (SQ)     |
| Bianco  | Non partito (NP)      |
| Bianco  | Non ha gareggiato     |
| Bianco  | Infortunato (INF)     |
| Bianco  | Escluso (ES)          |
| Bianco  | Gara cancellata (C)   |

### Classifica scuderie
| Pos | Team                            | MAR | MAR | LEC | LEC | HUN | HUN | MNZ | MNZ | IMO | IMO | RBR | RBR | NÜR | NÜR | EST | EST | Punti |
| --- | ------------------------------- | --- | --- | --- | --- | --- | --- | --- | --- | --- | --- | --- | --- | --- | --- | --- | --- | ----- |
| 1   | Super Nova International        | 4   | 1   | 2   | 4   | 8   | 2   | 1   | 3   | 5   | 1   | 5   | 3   | 3   | 2   | 3   | 5   | 339   |
| 1   | Super Nova International        | 8   | 5   | 7   | 5   | 9   | 6   | 3   | 7   | 6   | 5   | Rit | Rit | 8   | 5   | 2   | 7   | 339   |
| 2   | Virtuosi UK                     | 5   | 4   | 5   | 6   | 3   | 3   | 4   | 2   | 3   | 3   | 2   | 1   | 4   | 1   | 1   | 4   | 333   |
| 2   | Virtuosi UK                     | 7   | 8   | Rit | 7   | 5   | 5   |     |     | 4   | 8   | 3   | 2   | 5   | 4   | 5   | 8   | 333   |
| 3   | Euronova Racing                 | 1   | 2   | 3   | 3   | 1   | 1   | 10  | 4   | 1   | 4   | 1   | 4   | 1   | 3   | 6   | 1   | 297   |
| 3   | Euronova Racing                 | WD  | WD  |     |     |     |     | 11† | 6   | 11  | 12  | 6   | 8†  | 7   | 7   |     |     | 297   |
| 4   | Eurotech Engineering FMS Racing | 6   | Rit | 4   | 1   | 4   | 4   | 8   | 1   | 2   | 2   | 4   | 6   | 2   | 6   | 9   | 9   | 190   |
| 4   | Eurotech Engineering FMS Racing | Rit | Rit | 6   | Rit | 11  | 8   | Rit | 11  | 10  | 6   | 10  | 7†  | Rit | Rit | WD  | WD  | 190   |
| 5   | Zele Racing                     | 10† | 3   | 1   | 2   | 2   | 6   | 2   | 5   | 7   | 7   | 7   | Rit |     |     | 4   | 2   | 187   |
| 5   | Zele Racing                     | Rit | Rit | 8   | 8   | 7   | 11  | 9   | 9   | 9   | 9   |     |     |     |     | 7   | 3   | 187   |
| 6   | MLR 71 by Euronova              | 2   | 6   | 9   | 9   | 7   | 9   | 5   | Rit | 12† | 11  | 8   | 5   | 9   | 8   | 8   | 6   | 73    |
| 7   | Ibiza Racing                    | 3   | 7   | 10  | 10  | 12  | Rit | 7   | 8   | 8   | Rit | 9   | Rit | Rit | 9   |     |     | 42    |
| 7   | Ibiza Racing                    | 9†  | 9†  | Rit | Rit |     |     |     |     |     |     |     |     |     |     |     |     | 42    |
| Pos | Team                            | MAR | MAR | LEC | LEC | HUN | HUN | MNZ | MNZ | IMO | IMO | RBR | RBR | NÜR | NÜR | EST | EST | Punti |

| Colore  | Risultato             |
| ------- | --------------------- |
| Oro     | Vincitore             |
| Argento | 2º posto              |
| Bronzo  | 3º posto              |
| Verde   | Finito a punti        |
| Blu     | Finito senza punti    |
| Viola   | Ritirato (Rit)        |
| Viola   | Non classificato (NC) |
| Rosso   | Non qualificato (NQ)  |
| Nero    | Squalificato (SQ)     |
| Bianco  | Non partito (NP)      |
| Bianco  | Non ha gareggiato     |
| Bianco  | Infortunato (INF)     |
| Bianco  | Escluso (ES)          |
| Bianco  | Gara cancellata (C)   |